# Publius Cornelius Dolabella (Konsul 283 v. Chr.)
Publius Cornelius Dolabella aus dem Geschlecht der Cornelier war im Jahr 283 v. Chr. gemeinsam mit Gnaeus Domitius Calvinus Maximus Konsul der römischen Republik.
In der Schlacht am Vadimonischen See besiegte das von ihm geführte Heer die miteinander verbündeten Gallier und Etrusker. Dieser Sieg zementierte die römische Vorherrschaft über die Etrusker.
279 v. Chr. wurde Dolabella gemeinsam mit Gaius Fabricius Luscinus und Quintus Aemilius Papus zu König Pyrrhos I. geschickt, um über den Austausch von Gefangenen zu verhandeln.